# دمیترو روسینوف
دمیترو روسینوف (انگلیسی: Dmytro Rusinov؛ زادهٔ ۲۶ فوریهٔ ۱۹۹۰) ورزشکار دوگانه اهل روسیه است.

وی شروع به مطالعه بیاتلون در موسسه آموزشی دولتی بودجه دی دی اس ان شماره ۴۳" با مربی گنادی پتروویچ اگورو کرد.  روسینوف قهرمان و دارنده مدال قهرمانی ملی بیاتلون بین نوجوانان شد.  در سال 2009 عنوان استاد ورزش را دریافت کرد.